# Максиміліан I (імператор Мексики)
Максиміліа́н І (ісп. Emperador Maximiliano I de México; 6 липня 1832, Шенбрунн, Відень, Австрійська імперія — 19 червня 1867, Серро-де-лас-Кампанас, штат Керетаро, Мексика) — австрійський ерцгерцог з династії Габсбургів, віцекороль Ломбардо-Венеційського королівства в 1857–1859, імператор Мексики в 1864–1867.

## Життєпис

### Дитинство та юність
Народився 6 липня 1832 в імператорському палаці Шенбрунн у Відні. Він був другим із п'яти дітей у родині ерцгерцога Франца Карла Австрійського та його дружини Софії Баварської. Його дідом з боку батька був правлячий імператор Австрії Франц I.
Новонародженого охрестили наступного дня і нарекли ім'ям Фердінанд Максиміліан Йозеф. Перше ім'я він отримав на честь хрещеного батька Фердинанда, що був його рідним дядьком, друге — на честь діда з материнського боку, короля Баварії, Максимілана Йозефа.
Дотримуючись традицій, успадкованих від іспанського двору часів правління Габсбургів, виховання малого до шестирічного віку було покладене на гувернантку (айю), а після цього він перейшов під нагляд вчителя. Більшу частину дня хлопець проводив за навчанням. Починаючи з 32 годин у семирічному віці тривалість занять на тиждень зросла до 55 годин у сімнадцять років. Викладалися історія, географія, право, філософія, іноземні мови, військова наука, мистецтво дипломатії та фехтування. Окрім рідної німецької, Максиміліан оволодів англійською, французькою, італійською, іспанською, угорською, польською та чеською мовами. З раннього віку намагався превершити старшого брата Франца Йозефа і довести оточуючим, що він найкращий в усьому, і заслуговує більше, ніж на друге місце.
Юний ерцгерцог був відкритою, харизматичною, радісною натурою. Він часто фантазував, займався малюванням та складав вірші. Хлопець просто зачаровував собою людей навколо. Навіть суворий розпорядок австрійського двору нічого не міг змінити. Відомий своєю недисциплінованістю, він знущався над вчителями і часто ініціював різноманітні пустощі. Мішенню жартів ставав навіть його дядько, імператор Фердінанд. Проте Максиміліан був дуже популярним серед населення Відня завдяки простому і дружньому характеру.

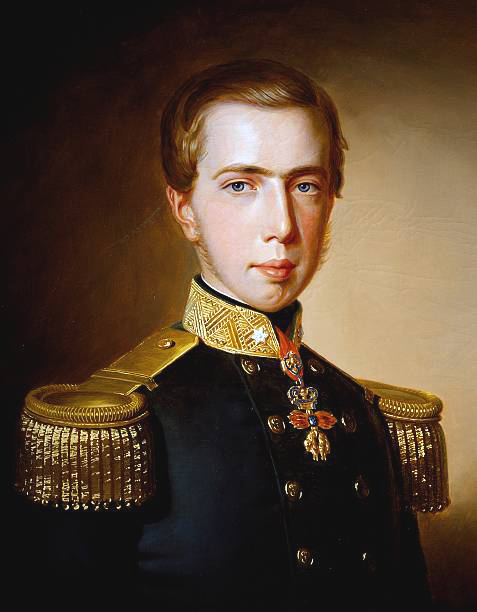
Максиміліан бл. 1850 року

З дитинства стало зрозуміло, що він не вміє розпоряджатися грішми. На відміну від Франца Йосифа, що завжди точно розраховував свої витрати, Максиміліан витрачав більше, ніж міг собі дозволити. Найчастіше, він купував дорогі книги та картини. Мати, яка дуже його любила, завжди допомагала у виході з таких складних ситуацій.
Хвиля революцій 1848 року, що прокотилася Європою, в Австрії змусила Фердінанда I зректися престолу на користь небожа Франца Йосифа. Максиміліан супроводжував брата у військових походах по всій країні для придушення заколотів. Побачене призвело до жахливого враження. Ерцгерцог відкрито скаржився на пануючу безглузду жорстокість.
У 17 років отримав у першу власність літній будинок поруч з Шенбрунном. Давши йому назву «Максінг», він усамітнювався там, щоб віддаватися спілкуванню з природою та вивченням рослин, оскільки ботаніка була його давнім захопленням.
Наступного року він із братом Карлом відвідав Трієст, звідки почався його нетривалий круїз країнами Близького сходу. Ця поїздка укріпила в ньому прагнення побачити світ морем. Невдовзі ерцгерцогу прийшов час проходити військову службу. У 1851 він вступив до військово-морських сил у чині лейтенанта. У 1852, будучи з ескадрою в Лісабоні, Максиміліан відвідував португальську королівську родину. З Португалії він надіслав листа, в якому повідомляв, що хотів би побратися із донькою колишнього бразильського імператора, Марією Амелією. Принцеса була його далекою родичкою з материнського боку, але її дідом був пасинок Наполеона, Ежен де Богарне. Це гальмувало справу, та врешті-решт, імператор дав дозвіл на шлюб. На жаль, наречена невдовзі померла від туберкульозу. Це дуже вразило Максиміліана, до самої смерті він носив подаровану нею обручку.
Після цього він віддався морській кар'єрі і швидко доріс до вищого офіцерського складу. У 1854 у віці 22 років став головнокомандуючим австрійським флотом. На цій посаді ерцгерцог перебував до 1862 і провів багато реформ, спрямованих на реорганізацію військово-морських сил. Спостерігаючи організацію британського флота, він намагався вдосконалити флот австрійський. Саме він першим оцінив значення броні для суден і запевнив консерваторів у винятковій необхідності її застосування. Разом із головним кораблебудівничим Йозефом фон Ромако, вони поклали початок броненосному флоту Австрійської імперії. Попри те, що перші броненосці були закладені вже після уходу Максиміліана з посту голови флоту, своєю появою вони завдячують саме йому. До 1866 року Австрія мала вже сім кораблів такого класу і була єдиною країною в Європі, разом з Великою Британією, хто будував їх на власних корабельнях.
Ерцгерцог створив військово-морські бази в Трієсті та Пулі. В Трієсті він навіть вирішив побудувати власний будинок з видом на море. У 1856 викупив землю і замовив розробку споруди австрійському архітектору Карлу Юнкеру.
За його ініціативою була також споряджена наукова експедиція фрегату «Новара», що здійснила першу і єдину навколосвітню подорож австрійського императорського флоту.

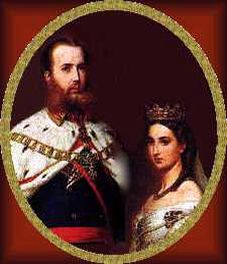
Максиміліан і Шарлотта

Франц Йозеф запропонував брату до 25 років знайти наречену, відповідно статусу. Однією з кандидатур була Шарлотта Бельгійська, єдина донька першого короля Бельгії Леопольда. Цей союз був вигідним для обох сторін. Леопольд намагався укріпити позиції новоствореної монархії завдяки шлюбам дітей із представниками правлячих династій. Родина Габсбургів була найпрестижнішою в цьому плані. Бельгія, в свою чергу, швидко зарекомендувала себе, як найбагатша країна в Європі, з численними колоніями в Африці. Проте Леопольд був не в захваті віддавати свою доньку за дружину людині, що не має ні землі, ні королівського титулу. Під таким тиском Франц Йозеф 28 лютого 1857 року призначив Максиміліана віцекоролем Ломбардо-Венеційського королівства замість старого Йозефа Радецького.

### Італія
Церемонія освячення шлюбу Максиміліана і Шарлотти відбулася 27 липня 1857 року у Брюсселі. Медовий місяць пройшов у подорожі Європою із зупинками у Шенбрунні, Трієсті та Венеції. 6 вересня 1857, по прибутті до Мілану, віцекороль обійняв посаду фактично. Своєю резиденцією він обрав Монцу, неподалік від столиці. Його правління тривало півтора року і було настільки ліберальним, що обурений Франц Йозеф напередодні Австро-італо-французької війни зняв його з посту. Війна, яка тривала два з половиною місяці, позбавила Австрію майже всіх її італійських володінь, залишивши у розпорядженні імперії лише Венеційську область.
Максиміліан віддалився до свого палацу Мірамар в Трієсті, вирішивши наслідувати прикладу тих великих людей, які пішли від справ і присвячують життя літературі, науці та мистецтву. Подружжя оселилося у тимчасовому будинку il Castelleto, і мешкало там, поки тривало будівництво основного палацу.

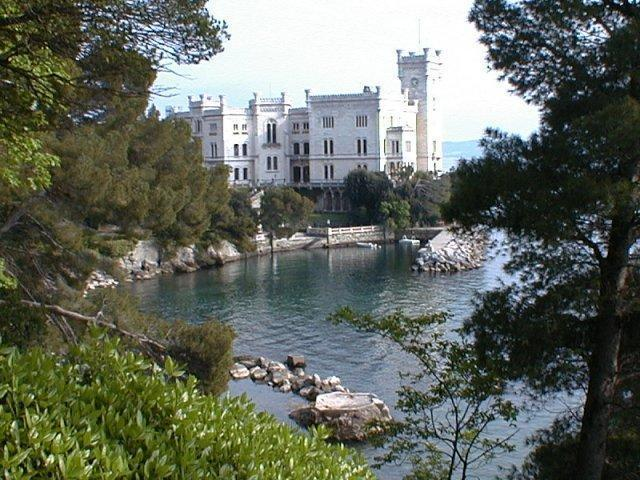
Палац Мірамар

30 серпня 1859 з навколосвітньої мандрівки повернувся фрегат «Новара». Експедиція зібрала багатий ботанічний, зоологічний та культурний матеріал із різних куточків планети. В листопаді подружжя вирушило у власну подорож.
Тоді Максиміліан придбав невеличкий острів Локрум поблизу Дубровника. Старий місцевий монастир був перебудований у літню резиденцію, з наданням їй неоготичних рис та доданням дзвіниці. За наказом ерцгерцога був спланований чудовий сад, доріжки та променади. Шарлотта супроводжувала чоловіка до Фуншалу на Мадейрі, де той відвідав місця, пов'язані із його першою нареченою. Звідти Максиміліан вирушив до Бразилії разом із адміралом Вільгельмом Тегетгоффом. Шарлотта залишилась на острові на кілька місяців. 11 січня 1860 ерцгерцог прибув до Бразилії. Він відвідав три провінції та був зачарований природою, державною стабільністю і процвітанням. Під час цієї поїздки Максиміліан придбав великий смарагд, пізніше названий його іменем, та два алмази, менший з яких подарував дружині при зустрічі. Вона після цього носила його як кулон.
Після повернення додому вони з Шарлоттою знову оселилися в будиночку il Castelleto, доки в канун Різдва 1860 не був освячений вже придатний до життя Мірамар.

### Мексика
У липні 1861 мексиканський конгрес проголосив постанову щодо припинення на два роки виплат з іноземних боргів. У відповідь, після укладення Лондонської конвенції, об'єднаний флот Великої Британії, Іспанії та Франції у 1862 окупував найважливіші мексиканські порти з метою отримання митних зборів та відшкодування завданих збитків. США на той час були поглинені власною громадянською війною і не мали можливості застосувати на практиці Доктрину Монро. Незабаром Іспанія та Велика Британія вивели свої війська. Наполеон III, навпаки, рушив зі своїм експедиційним корпусом до столиці.

Тогочасний французький уряд ставив собі на меті перетворити Мексику з багатими природними ресурсами, плантаціями, срібніми та олов'яними рудниками в колонію. Захоплення цієї країни мало стати кроком до створення величезної імперії, залежної від Франції. Її військова експедиція до Мексики розпочалася під впливом зацікавлених великих фінансистів і впливових сановників (особливо наполягав на цій авантюрі герцог де Морні). 

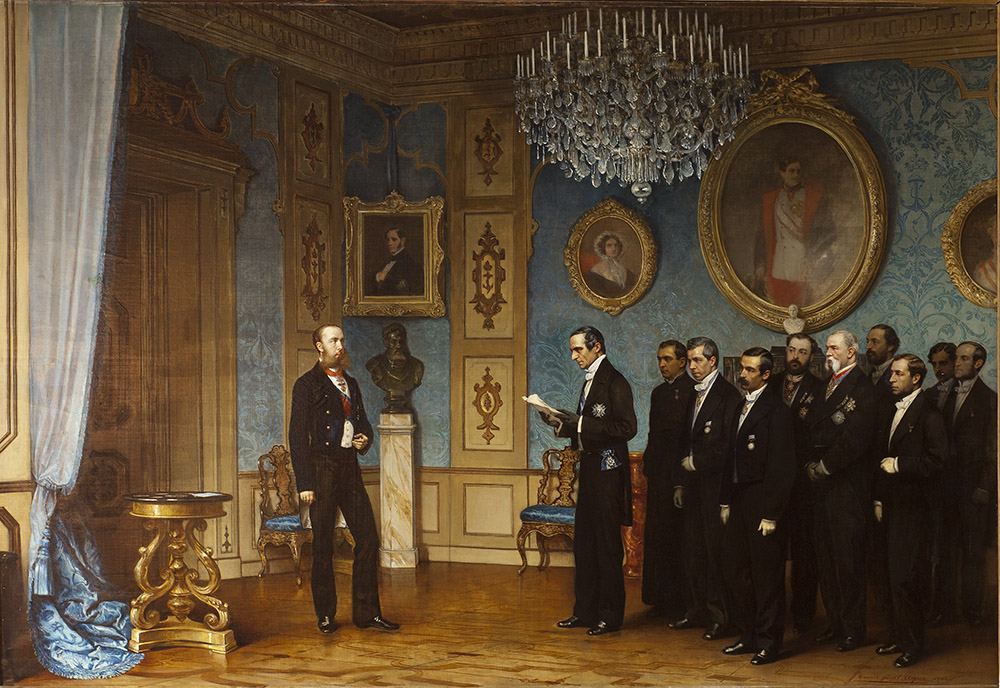
Максиміліан приймає мексиканську делегацію

З другої спроби Мехіко був зайнятий французькими військами. У червні 1863 створений тимчасовий уряд. Як кандидатуру майбутнього голови маріонеткової Мексиканської імперії, яку він збирався заснувати, Наполеон III намітив Максиміліана Габсбурга. Причинами цього вибору було особисте знайомство Наполеона з ерцгерцогом та неналежність того до правлячих династій країн, зацікавлених в інтервенції. Фігура Максиміліана на престолі мала підкреслити формальну незалежність Мексики від Франції. Певну роль відігравало і родство через дружину із бельгійським королем, оскільки Наполеон вважав Леопольда I «пов'язуючою ланкою між Францією та Англією». До того ж Бонапарт розраховував схилити Австрію відмовитися від Венеції, в обмін на мексиканській трон її представникові.
3 жовтня 1863 до палацу Мірамар прибула мексиканська делегація на чолі з Хосе Марією Гутьєрресом, які запропонували Максиміліану стати мексиканським монархом. За їх словами, мексиканський народ волів бачити своїм імператором саме Максиміліана Габсбурга. На доказ цього були продемонстровані результати національного плебісциту. Відомості щодо сумнівного характеру опитування, наприклад, його проведення лише в Мехіко, не оголошувалися.
Ерцгерцог багато читав про Мексику, знав про її потенціал та природні багатства. Яскравими залишались спогади про відвідини Бразилії. Він сподівався створити на теренах своєї нової країни сучасну та ліберальну державу. Незважаючи на заперечення родини, 9 квітня 1864 Максиміліан підписав відмову від прав на австрійський трон, а наступного дня був проголошений імператором Мексики. Також 10 квітня був підписаний Мірамарський договір із Наполеоном III. 14 квітня Максиміліан із дружиною відпливли до Північної Америки, перед цим отримавши благословення Папи римського Пія IX. Гарнізон Гібралтара за наказом королеви Вікторії, салютував фрегату «Новара» із монаршим подружжям на борту, коли той проходив через протоку.
Новий імператор Мексики висадився у Веракрусі 25 травня 1864 року. Вони з дружиною, яка стала на іспанський манер іменуватися Карлоттою, мали намір вінчатися на царство у Катедральному соборі Мехіко, але через політичну нестабільність коронація так і не була проведена.
Труднощі у правлінні виникли від самого початку. Максиміліан мав підтримку консерваторів та, власне, Наполеона III. Але ліберальні сили на чолі з президентом Беніто Хуаресом відмовилися визнавати його правління. В країні весь час точилася партизанська війна між місцевими мешканцями та французькими військами. Влада імператора поширювалася лише на територію, зайняту французькими військами.

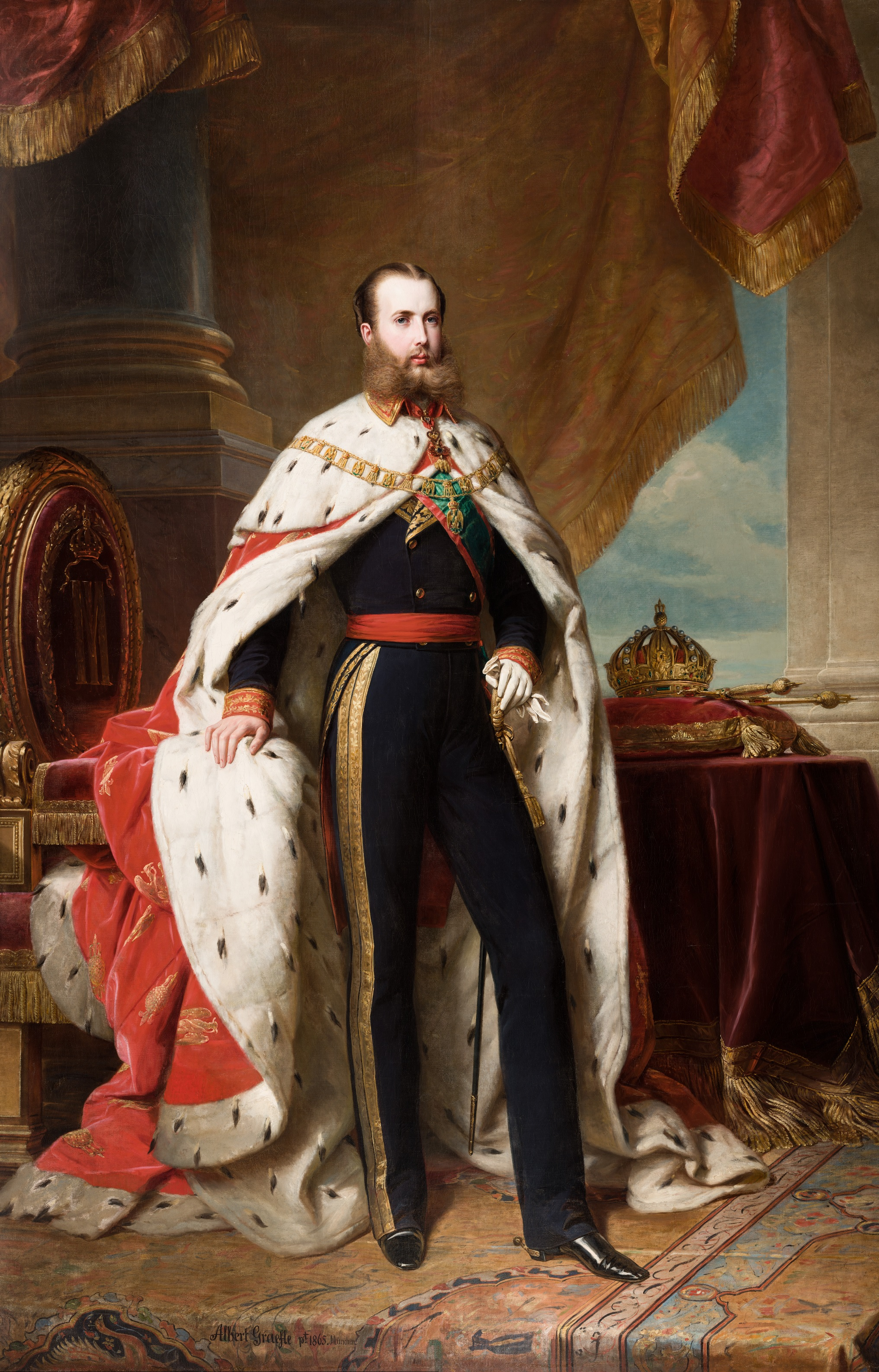
Імператор Максиміліан

Своєю резиденцією Максиміліан обрав палац Чапультепек на однойменному пагорбі в Мехіко. Для його удосконалення він найняв кількох архітекторів, у тому числі Юліуса Гофмана, Карла Гендольфа Кайзера, Карлоса Шаффера, Елеутеріо Мендеса та Рамона Круса Аранхо. Від палацу до центра міста був побудований широкий бульвар, що отримав назву авеню Імператриці. Для можливого усамітнення імператор також придбав дачу в Куернаваці. Він швидко закохався у мальовничі краєвиди своєї нової країни і публічно з'являвся у національному мексиканському вбранні.
Одними з перших його дій стало обмеження робочого дня, ліквідація дитячої праці, відміна боргів селян понад 10 песо, відновлення колективної власності та заборона всіх форм тілесних покарань. Також надійшла заборона щодо купівлі-продажу пеонів за їх борги.
Максиміліан був у шоці від умов життя бідних верств населення, особливо, у порівнянні з пишними асьєндами, що належали привілегійованому класу. Імператриця Карлотта почала проводити вечірки для багатіїв з метою зборів коштів для бідних.
Були створені Рада у справах індіанців, Комітет врегулювання конфліктів на виробництві, Комісія з питань культури, Департамент амністії політичних в'язнів, Управління по створенню військових сил країни. Був виданий декрет про відміну цензури.
Імператор не став скасовувати «закони про реформу», прийняті Беніто Хуаресом у 1859 році, що проголошували свободу віросповідання, націоналізацію церковного майна, відокремлення церкви від держави, розпуск монастирів, братств та конгрегацій, створення інституту громадянського шлюбу, передача державі реєстрації актів цивільного стану. Цим кроком він відштовхнув від себе консерваторів, здобув прихильність поміркованих лібералів, і, в той же час, ніяк не вплинув на ставлення радикальних лібералів, які прагнули лише до відновлення правління уряду Хуареса.
Від початку, Максиміліан запропонував Хуаресу повну амністію, і навіть пост прем'єр-міністра, якщо той присягне монархії, але він відмовився. Пізніше імператор віддав наказ розстрілювати всіх захоплених республіканців, у відповідь на аналогічну практику серед республіканців щодо монархістів. Це було тактичною помилкою, оскільки лише зміцнило опозицію.
Влітку 1865 року закінчилася Громадянська війна в США. Конгрес одностайно проголосував за невизнання Максиміліана імператором. Легітимним правителем Мексики вважався Беніто Хуарес. Генерал армії США Філіп Шерідан, під наглядом президента Ендрю Джонсона та генерала Улісса Гранта, зібрав у кордонів Мексики та США 50-тисячну армію. Армійські патрулі загрожували французам і постачали зброю для військ Хуареса. Перспектива вторгнення США та неминучі за тим репресії, призвели до відтоку прихильників імператора зі столиці. У той же час до Мексики подалися прихильники Півдня. У середині серпня 1865 року до Мехіко прибув генерал Джозеф Шелбі зі своїм «непереможним» загоном близько тисячі чоловік. Максиміліан відмовився прийняти їх на службу як іноземний легіон, але надав землю для створення американських колоній поблизу Веракруса. Проте не всі конфедерати ставали землевласниками, так Джон Магрудер став генерал-майором в імператорській мексиканській армії, а Олександр Террелл служив у званні полковника у французькому війську до його виводу з Мексики. Обидва на батьківщині мали чин генерала.

Вважаючи землеробство доброю ідеєю, імператор, за порадою свого друга, американського вченого Метью Фонтейна Морі, 5 вересня видав указ щодо іммігрантів. До країни запрошувались екс-конфедерати, а також поселенці з будь-якої країни, у тому числі Австрії та інших німецьких держав. На території сільськогосподарських угідь поблизу Мехіко та на півночі поруч з Монтерреєм та Чіуауа іммігрантам виділялись 500 000 акрів землі. Найбільшою комуною ставала Колонія Карлотти між Мехіко та Веракрусом. Чоловікам із родинами пропонувались ділянки по 640 акрів, вартістю 1$ за акр, та ділянка в місті. На перший рік всі звільнялись від податків на землю. В деяких випадках уряд навіть забезпечував організацію переїзду та подорож до Мексики. Це було частиною стратегії по відновленню та європеїзації країни. Експериментальним поселенням стала вілла Карлотти на Юкатані, де були засновані селища Санта-Єлена та Пустуніх. Максиміліан розраховував на прибуття близько 600 сімей європейських селян та ремісників на рік. Перші колоністи прибули до Сізалю на Юкатані 25 жовтня 1865. 72 % усіх приїжджих були вихідцями з Пруссії.

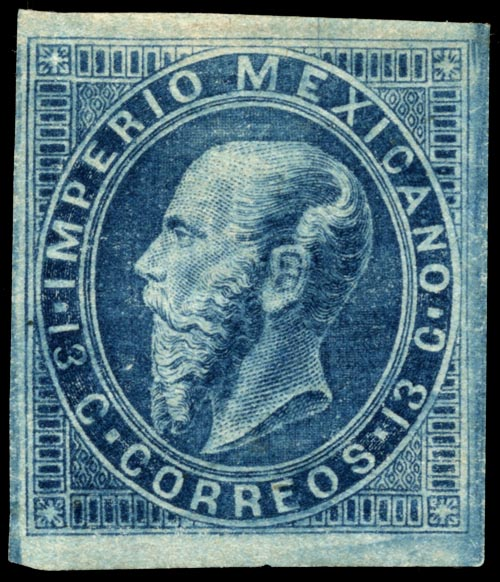
Печатка імператора із його профілем, 1866

13 вересня 1865 року Максиміліан і Карлотта, не маючи власних дітей, всиновили онуків Аґустіна Ітурбіде, щоб забезпечити спадкоємність монархії. 2-річний Агустін де Ітурбіде і Грін, був проголошений кронпринцом і залишився при дворі, виховуючись тіткою, 18-річний Сальватор де Ітурбіде і Марзан був відправлений до Парижу для здобуття європейської освіти.
Тим не менш, до 1866 року неминучість зречення Максиміліана стала очевидною майже для всіх за межами Мексики. 12 лютого США почали вимагати виводу французьких військ з території Мексики, апелюючи до Доктрини Монро. Штати почали готуватися до морської блокади берегів Мексики та висунули війська до Ріо-Гранде.
Мексиканськи республіканці під проводом Хуареса в цей же час почали свій наступ і 25 березня окупували Чіуауа.
6 травня Штати відправили протест Австрійській імперії щодо участі в конфлікті австрійських добровольців. Наполеон III, чиї сподівання Габсбург не виправдав, проводячи про-національну політику, під цим тиском та зростаючою військовою загрозою з боку Пруссії, вирішив відкликати свої війська. 31 травня був відданий наказ про поступовий вивід французьких корпусів.
8 липня війська Хуареса захопили Гвадалахару, менш, ніж за 500 км до столиці. Карлотта, намагаючись знайти підтримку для чоловіка за кордоном, 13 липня 1866 року відпливла до Європи. Наступ республіканців продовжувався: у липні були зайняті міста Матаморос, Тампіко і Акапулько. Наполеон III закликав Максиміліана залишити територію Мексики. Але імператор відмовився залишати своїх вірних прибічників. Віддані генерали Мігель Мірамон, Леонардо Маркес та Томас Мехіа пообіцяли створити власну, мексиканську, армію.
26 липня республіканці заволоділи Монтерреєм, 5 серпня — Сальтільйо, а у вересні — всім штатом Сонора. У серпні ж Карлотта прибула до Парижу і після кількох невдалих спроб домоглася зустрічі із Наполеоном III. Той сказав, що нічим не зможе допомогти Мексиці.
18 вересня 1866 року члени французького кабінету Максиміліана пішли у відставку. Імператриця 27 вересня від Папи римського отримала лише ухильні і непевні обіцянки. Її психічний стан вже змушував оточуючих хвилюватися. 9 жовтня при її поверненні в Мірамар лікарі констатували у неї стан безумства. Максиміліану було написано листа щодо її нестабільного психічного здоров'я, але лише у загальних фразах.
У жовтні імперські війська зазнали поразки при Міауатлані в штаті Оахака, а в листопаді — окупували всю Оахаку, а також частини штатів Сакатекас, Сан-Луїс-Потосі та Ґуанахуато. Тоді ж завершився і вивід французьких військ. Австрійські та бельгійські добровольці розформувалися і частково приєдналися до мексиканської армії, частково намагались залишити країну.
13 лютого 1867 року Максиміліан відступив до Керетаро. Республіканці під командуванням генерала Маріано Ескобедо взяли його в облогу. 11 травня імператор здійснив спробу перейти ворожу лінію, але цей план був саботований полковником Мігелем Лопесом, підкупленим республіканцями. Перед цим йому пообіцяли, що правителю буде дозволено залишити країну. 15 травня Максиміліан потрапив у полон. Його флігель-ад'ютант Фелікс Салм-Салмський на чолі кавалерійської бригади не зміг цьому перешкодити і також був захоплений військами Хуареса.
У травні-червні військово-польовий суд у складі полковника та шести капітанів засідав у театрі Ітурбіде, вирішуючи долю Максиміліана. Намагаючись допомогти братові, Франц Йозеф I відновив його у всіх правах ерцгерцога з Лотаринзького дому і запропонував заплатити викуп, але цей жест виявився марним. Суд на основі допитів, на яких імператор здебільшого відмовлявся відповідати, заявляючи, що займався лише політичними справами, засудив його до смертної кари без права на апеляцію.

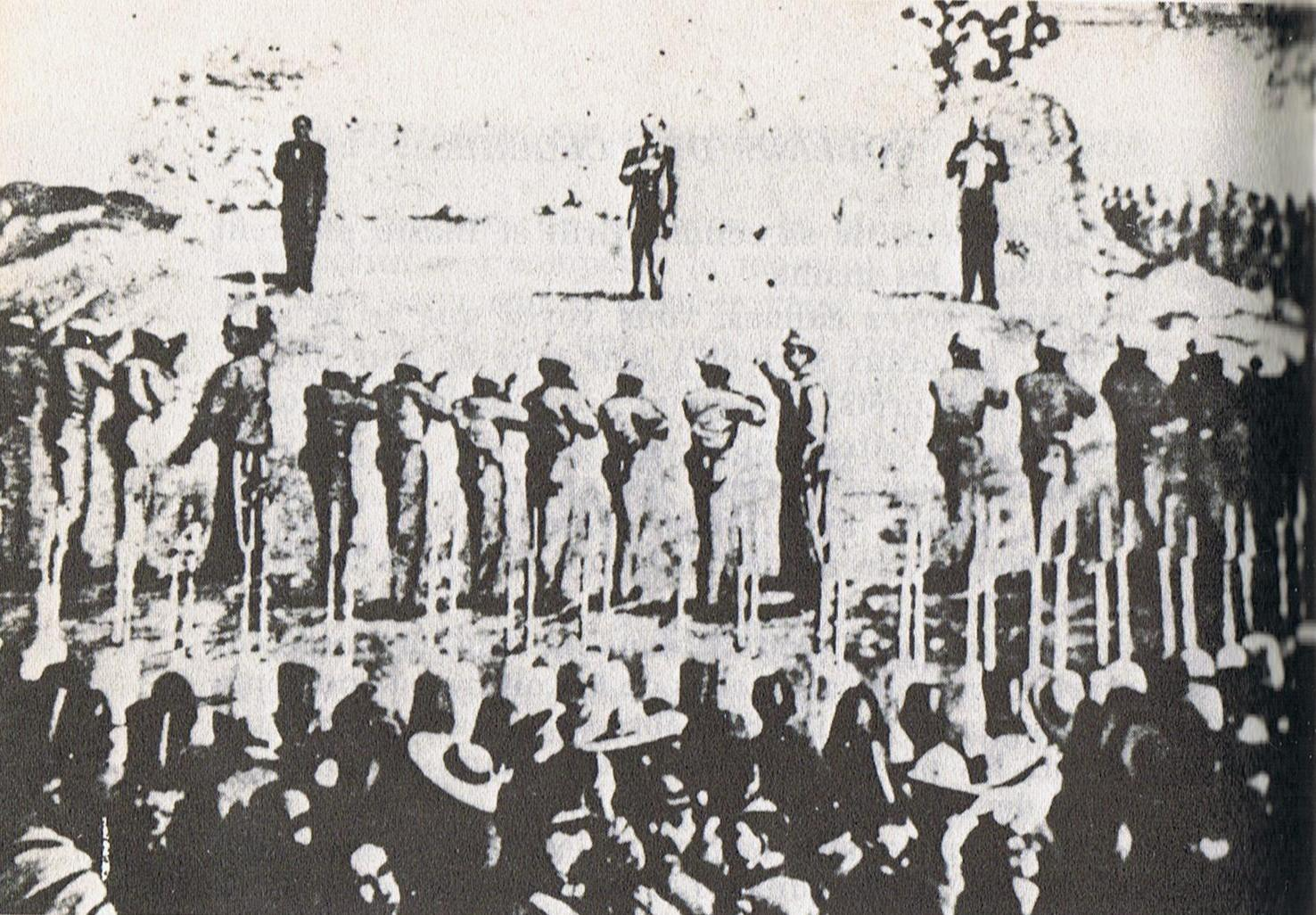
Страта імператора Максиміліана

Від усіх королівських дворів Європи прийшли телеграми та листи із проханням залишити Максиміліану життя. За пом'якшення участі висловлювалися такі видні діячі як Джузеппе Гарібальді, Віктор Гюго і сам президент США Ендрю Джонсон. Хуарес на особистому рівні сам симпатизував імператору, але вплинути на вирок відмовився, посилаючись на життя тих, хто загинув у боротьбі з монархією. У зв'язку з цим він усім послав відповідь із заявою, що Мексика не буде толерантною до жодного уряду, нав'язаного іноземцями.
О 7:05 ранку 19 червня 1867 року Максиміліан із двома вірними генералами Мігелем Мірамоном і Томасом Мехіа був доправлений до пагорбу Серро-де-лас-Кампанас, що на околиці міста Керетаро. Вирок мали здійснювати 18 солдат. Імператор розмовляв лише іспанською і дав катам трохи золота із проханням не стріляти в голову, щоб мати могла побачити його обличчя.
Його останніми словами були: «Я пробачаю всіх, і всіх прошу пробачити мене. Нехай моя кров, що ось-ось проллється, буде на благо країни. Хай живе Мексика, хай живе незалежність!». Попри те, що стрілецька команда взяла гроші, стріляли вони саме в обличчя. Мексиканських генералів розстріляли після нього. Помираючи, вони кричали: «Хай живе імператор!».
Після страти тіло Максиміліана було забальзамовано і виставлено в Мехіко. На початку наступного року за ним прибув адмірал Тегетгофф на фрегаті «Новара». Труну з тілом було доправлено до Трієсту, а звідти — до Відня. 18 січня 1868 року Максиміліана з династії Габсбургів поховали в імператорському склепі Капуцинеркірхе.

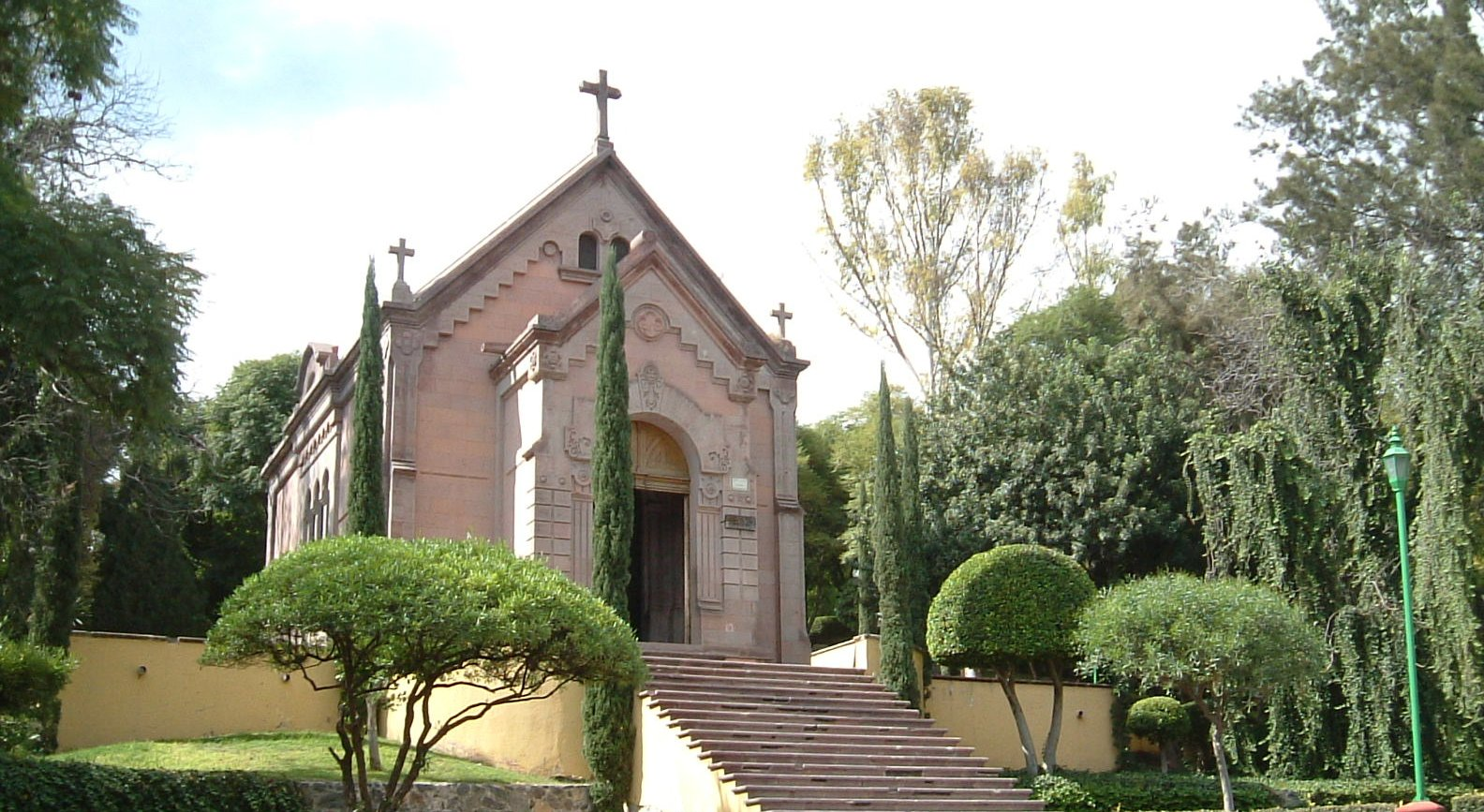
Каплиця Максиміліана

На місці страти були від початку покладені три камені, згодом до них додалися дерев'яні хрести. У 1886 році був збудований простий пам'ятник із іменами загиблих. Після відновлення дипломатичних відносин, Австрія попросила дозволу на будівництво каплиці. Воно розпочалося 1900 року за проектом Максиміліана Мітцеля. 10 квітня 1901 року каплиця була освячена єпископом Керетаро Рафаелем Сабасом.
Дружина Максиміліана була 27 липня 1867 року перевезена з Мірамару до Бельгії, де до кінця життя перебувала під наглядом родичів. Про долю чоловіка вона так і не дізналася, вважаючи, що Максиміліан досі живе у Мексиці. Із собою у ліжко вона клала ляльку, яку називала «Максі».

## Галерея
|  |  |  |  |  |

## Вшанування пам'яті

### Судноплавство
На честь імператора Максиміліана було названо два судна:
- Батарейний броненосець «Ерцгерцог Фердинанд Макс»[29][30] із паровим двигуном, закладений у 1863, коли Максиміліан був ще ерцгерцогом. Був спущений на воду 24 травня 1865, на дійсній службі з 1866 до 1886 року.
- Лінкор класу додреднаутів (ескадрених броненосців) «Ерцгерцог Фердинанд Макс», закладений 1902 року, спущений на воду 3 жовтня 1903. Відправлений на злам 1921.

### Нумізматика
- У 2004 році Австрія випустила срібну монету «Фрегат Новара» номіналом 20 євро, на реверсі якої містяться портрети ерцгерцога Максиміліана та капітана корабля Бернхарда Вюллершторф-Урбера.[31]
- Інша срібна монета того ж року випуску, «Корабель „Ерцгерцог Фердинанд Макс“», присвячена батарейному броненосцю, названому на честь Максиміліана.

### Пам'ятники
Пам'ятники, що увічнюють імператора, існують у Трієсті, Пулі та Відні.

## У мистецтві

### Музика
- Ференц Ліст написав п'єсу для фортепіано «Похоронний марш — в пам'ять Максиміліана I, імператора Мексики» (1867)
- Були створені опери

1. «Максиміліан» Даріуса Мійо, лібретто Р. С. Гоффмана, засноване на драмі Франца Верфеля (1932);
2. «Карлотта» Луїса Санді, лібретто Франсіско Зендеяса (1948);
3. «Карлотта» Роберта Авалона, лібретто невідомого автора.

### Кінематограф
Має кілька кіновтілень:
1. Браян Ахерн у історичній драмі «Хуарес» (1939), реж. Вільям Дітерле;
2. Джордж Макріді у вестерні «Вера Крус» (1954), реж. Роберт Олдріч;
3. Ервін Бернер у вестерні «Мисливці у преріях Мексики» (1988), реж. Ганс Кнетч;
4. Ксавер Хаттер у міні-серіалі «Сіссі» (2009), реж. Ксавер Шварценбергер.

## Нагороди
- Орден Божої Матері Гваделупської (Мексика);
- Орден Мексиканського Орла (Мексика);
- Орден Святого Карлоса (Мексика);Ланцюги Ордену Божої Матері Гваделупської та Ордену Мексиканського Орла
- Орден Золотого руна (Австрія);

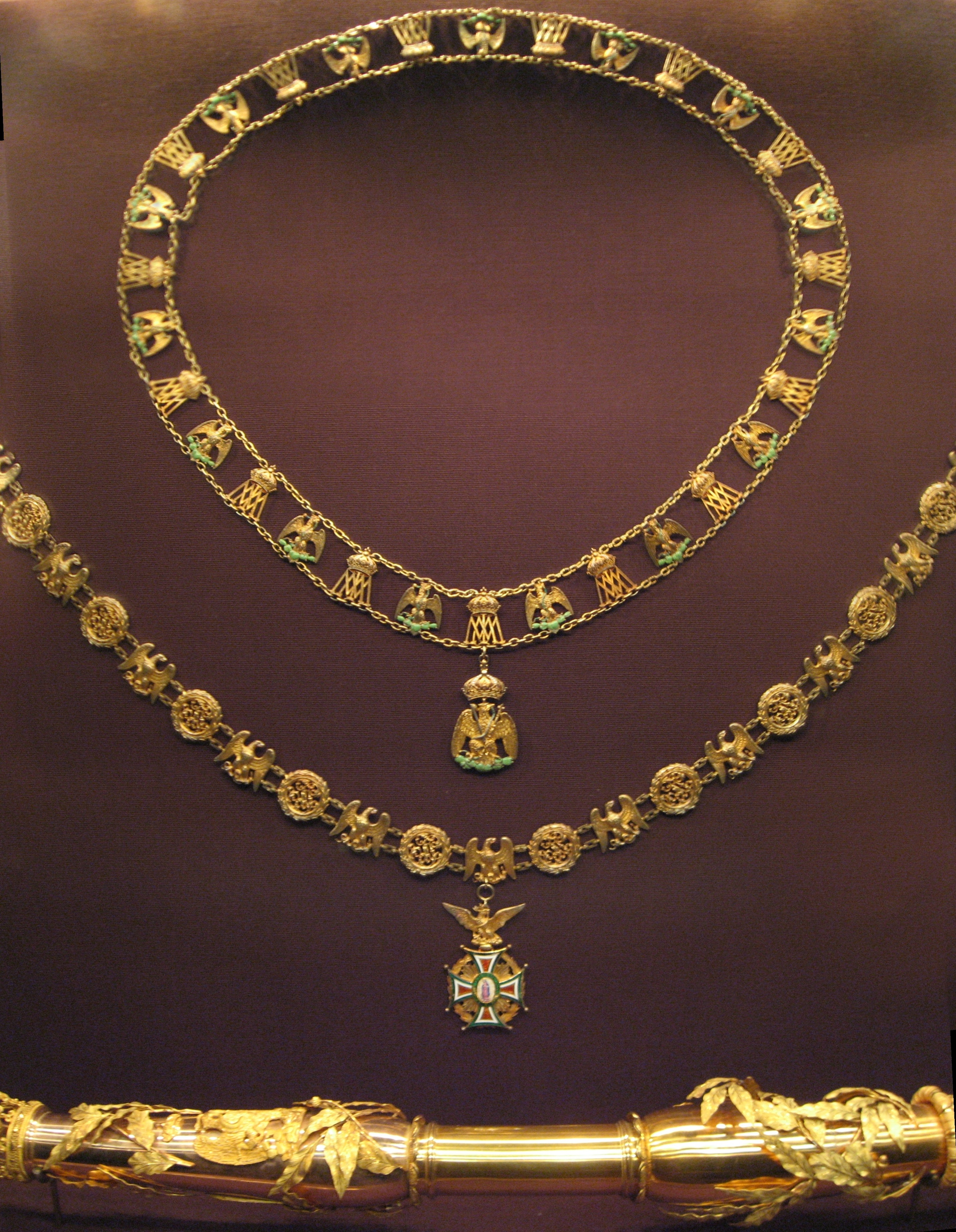
Ланцюги Ордену Божої Матері Гваделупської та Ордену Мексиканського Орла

- Королівський угорський орден Святого Стефана;
- Вищий орден Святого Благовіщення (Італія);
- Орден Святих Маврикія та Лазаря (Італія);
- Орден Південного Хреста (Бразилія);
- Орден Вежі й Меча (Португалія);
- Орден Червоного орла (Пруссія);
- Королівський гвельфський орден (Ганновер);
- Орден Нідерландського лева (Нідерланди);
- Орден Почесного легіону (Франція);
- Орден Святого Фердинанда за заслуги (Королівство Обох Сицилій);
- Орден Спасителя (Греція);
- Кавалер Великого хреста ордена Святого Йосипа;
- Орден Генріха Лева (Герцогство Брауншвейзьке);
- Орден Філіпа Великодушного (Велике герцогство Гессен);
- Мальтийський Орден;
- Орден Чорного орла (Пруссія);
- Орден Святого Януарія (Королівство Обох Сицилій);
- Орден Вірності (Велике герцогство Баденське);
- Орден Святого Губерта (Баварія);
- Орден Серафімів (Швеція);
- Орден Зеленої Корони (Саксонія);
- Орден Святого Георгія (Ганновер);
- Орден Святого Олександра Невського (Російська імперія);
- Орден Святого Станіслава;
- Орден Білого Орла;
- Орден Андрія Первозванного (Російська імперія);
- Орден Святої Анни (Російська імперія);
- Єрусалимський Орден Святого Гробу Господнього.

## Генеалогія
| Леопольд II | Леопольд II | Леопольд II | Леопольд II | Леопольд II | Леопольд II |          |          | Марія Луїза Іспанська | Марія Луїза Іспанська | Марія Луїза Іспанська | Марія Луїза Іспанська | Марія Луїза Іспанська   | Марія Луїза Іспанська   |                         |                         | Фердинанд I             | Фердинанд I             | Фердинанд I | Фердинанд I | Фердинанд I                  | Фердинанд I                  |                              |                              | Марія Кароліна Австрійська   | Марія Кароліна Австрійська   | Марія Кароліна Австрійська | Марія Кароліна Австрійська | Марія Кароліна Австрійська | Марія Кароліна Австрійська |  |  | Фрідріх Міхаель Цвайбрюкенський | Фрідріх Міхаель Цвайбрюкенський | Фрідріх Міхаель Цвайбрюкенський | Фрідріх Міхаель Цвайбрюкенський | Фрідріх Міхаель Цвайбрюкенський | Фрідріх Міхаель Цвайбрюкенський |               |               | Марія Франциска Зульцбахська | Марія Франциска Зульцбахська | Марія Франциска Зульцбахська | Марія Франциска Зульцбахська | Марія Франциска Зульцбахська | Марія Франциска Зульцбахська |                 |                 | Карл Людвіг Баденський | Карл Людвіг Баденський | Карл Людвіг Баденський | Карл Людвіг Баденський | Карл Людвіг Баденський | Карл Людвіг Баденський |                    |                    | Амалія Гессен-Дармштадтська | Амалія Гессен-Дармштадтська | Амалія Гессен-Дармштадтська | Амалія Гессен-Дармштадтська | Амалія Гессен-Дармштадтська | Амалія Гессен-Дармштадтська |  |  |
| Леопольд II | Леопольд II | Леопольд II | Леопольд II | Леопольд II | Леопольд II |          |          | Марія Луїза Іспанська | Марія Луїза Іспанська | Марія Луїза Іспанська | Марія Луїза Іспанська | Марія Луїза Іспанська   | Марія Луїза Іспанська   |                         |                         | Фердинанд I             | Фердинанд I             | Фердинанд I | Фердинанд I | Фердинанд I                  | Фердинанд I                  |                              |                              | Марія Кароліна Австрійська   | Марія Кароліна Австрійська   | Марія Кароліна Австрійська | Марія Кароліна Австрійська | Марія Кароліна Австрійська | Марія Кароліна Австрійська |  |  | Фрідріх Міхаель Цвайбрюкенський | Фрідріх Міхаель Цвайбрюкенський | Фрідріх Міхаель Цвайбрюкенський | Фрідріх Міхаель Цвайбрюкенський | Фрідріх Міхаель Цвайбрюкенський | Фрідріх Міхаель Цвайбрюкенський |               |               | Марія Франциска Зульцбахська | Марія Франциска Зульцбахська | Марія Франциска Зульцбахська | Марія Франциска Зульцбахська | Марія Франциска Зульцбахська | Марія Франциска Зульцбахська |                 |                 | Карл Людвіг Баденський | Карл Людвіг Баденський | Карл Людвіг Баденський | Карл Людвіг Баденський | Карл Людвіг Баденський | Карл Людвіг Баденський |                    |                    | Амалія Гессен-Дармштадтська | Амалія Гессен-Дармштадтська | Амалія Гессен-Дармштадтська | Амалія Гессен-Дармштадтська | Амалія Гессен-Дармштадтська | Амалія Гессен-Дармштадтська |  |  |
|             |             |             |             |             |             |          |          |                       |                       |                       |                       |                         |                         |                         |                         |                         |                         |             |             |                              |                              |                              |                              |                              |                              |                            |                            |                            |                            |  |  |                                 |                                 |                                 |                                 |                                 |                                 |               |               |                              |                              |                              |                              |                              |                              |                 |                 |                        |                        |                        |                        |                        |                        |                    |                    |                             |                             |                             |                             |                             |                             |  |  |
|             |             |             |             | Франц II    | Франц II    | Франц II | Франц II | Франц II              | Франц II              |                       |                       |                         |                         |                         |                         |                         |                         |             |             | Марія Терезія Неаполітанська | Марія Терезія Неаполітанська | Марія Терезія Неаполітанська | Марія Терезія Неаполітанська | Марія Терезія Неаполітанська | Марія Терезія Неаполітанська |                            |                            |                            |                            |  |  |                                 |                                 |                                 |                                 | Максиміліан I                   | Максиміліан I                   | Максиміліан I | Максиміліан I | Максиміліан I                | Максиміліан I                |                              |                              |                              |                              |                 |                 |                        |                        |                        |                        | Кароліна Баденська     | Кароліна Баденська     | Кароліна Баденська | Кароліна Баденська | Кароліна Баденська          | Кароліна Баденська          |                             |                             |                             |                             |  |  |
|             |             |             |             | Франц II    | Франц II    | Франц II | Франц II | Франц II              | Франц II              |                       |                       |                         |                         |                         |                         |                         |                         |             |             | Марія Терезія Неаполітанська | Марія Терезія Неаполітанська | Марія Терезія Неаполітанська | Марія Терезія Неаполітанська | Марія Терезія Неаполітанська | Марія Терезія Неаполітанська |                            |                            |                            |                            |  |  |                                 |                                 |                                 |                                 | Максиміліан I                   | Максиміліан I                   | Максиміліан I | Максиміліан I | Максиміліан I                | Максиміліан I                |                              |                              |                              |                              |                 |                 |                        |                        |                        |                        | Кароліна Баденська     | Кароліна Баденська     | Кароліна Баденська | Кароліна Баденська | Кароліна Баденська          | Кароліна Баденська          |                             |                             |                             |                             |  |  |
|             |             |             |             |             |             |          |          |                       |                       |                       |                       |                         |                         |                         |                         |                         |                         |             |             |                              |                              |                              |                              |                              |                              |                            |                            |                            |                            |  |  |                                 |                                 |                                 |                                 |                                 |                                 |               |               |                              |                              |                              |                              |                              |                              |                 |                 |                        |                        |                        |                        |                        |                        |                    |                    |                             |                             |                             |                             |                             |                             |  |  |
|             |             |             |             |             |             |          |          |                       |                       |                       |                       | Франц Карл Австрійський | Франц Карл Австрійський | Франц Карл Австрійський | Франц Карл Австрійський | Франц Карл Австрійський | Франц Карл Австрійський |             |             |                              |                              |                              |                              |                              |                              |                            |                            |                            |                            |  |  |                                 |                                 |                                 |                                 |                                 |                                 |               |               |                              |                              |                              |                              | Софія Баварська              | Софія Баварська              | Софія Баварська | Софія Баварська | Софія Баварська        | Софія Баварська        |                        |                        |                        |                        |                    |                    |                             |                             |                             |                             |                             |                             |  |  |
|             |             |             |             |             |             |          |          |                       |                       |                       |                       | Франц Карл Австрійський | Франц Карл Австрійський | Франц Карл Австрійський | Франц Карл Австрійський | Франц Карл Австрійський | Франц Карл Австрійський |             |             |                              |                              |                              |                              |                              |                              |                            |                            |                            |                            |  |  |                                 |                                 |                                 |                                 |                                 |                                 |               |               |                              |                              |                              |                              | Софія Баварська              | Софія Баварська              | Софія Баварська | Софія Баварська | Софія Баварська        | Софія Баварська        |                        |                        |                        |                        |                    |                    |                             |                             |                             |                             |                             |                             |  |  |
|             |             |             |             |             |             |          |          |                       |                       |                       |                       |                         |                         |                         |                         |                         |                         |             |             |                              |                              |                              |                              |                              |                              |                            |                            |                            |                            |  |  |                                 |                                 |                                 |                                 |                                 |                                 |               |               |                              |                              |                              |                              |                              |                              |                 |                 |                        |                        |                        |                        |                        |                        |                    |                    |                             |                             |                             |                             |                             |                             |  |  |
|             |             |             |             |             |             |          |          |                       |                       |                       |                       |                         |                         |                         |                         |                         |                         |             |             |                              |                              |                              |                              |                              |                              |                            |                            | Максиміліан                |                            |  |  |                                 |                                 |                                 |                                 |                                 |                                 |               |               |                              |                              |                              |                              |                              |                              |                 |                 |                        |                        |                        |                        |                        |                        |                    |                    |                             |                             |                             |                             |                             |                             |  |  |